# Пінон брунатний
Пі́нон брунатний (Ducula cuprea) — вид голубоподібних птахів родини голубових (Columbidae). Ендемік Індії. Раніше вважався підвидом гірського пінона, однак був визнаний окремим видом у 2021 році.

## Поширення і екологія
Брунатні пінони є ендеміками Західних Гат на південному заході Індії. Вони живуть у вологих рівнинних і гірських тропічних лісах. Зустрічаються на висоті до 2000 м над рівнем моря. Живляться плодами. Сезон розмноження триває з січня по травень.